# Aviosuperficie Enrico Mattei
L'aviosuperficie Enrico Mattei è un'aviosuperficie sita a Pisticci Scalo, frazione del comune di Pisticci in provincia di Matera, a circa 4 km a nord del centro della sede municipale. Dista 44 km da Matera e 88 km da Potenza. 
Negli anni 2010 è stato effettuato un tentativo di potenziamento della struttura affinché potesse diventare un vero e proprio aeroporto ("Aeroporto della Basilicata") ma a far data dal 16 dicembre 2017 l'aviosuperficie non è in esercizio.

## Strutture e dati tecnici
La struttura è posta a un'altitudine di 48 m sul livello del mare, costituita da un'aerostazione, una torre di controllo, un hangar e da una pista lunga 1550 m e larga 35 m, con zona R.E.S.A. (Runway end safety area) di 200 m, realizzata con superficie in asfalto e orientamento 13/31. È inoltre provvista di un parcheggio aeromobili di circa 2 ha e un impianto carburanti.

## Storia
La struttura, in realtà una semplice pista di atterraggio, venne realizzata negli anni sessanta nel perimetro dello stabilimento Anic durante l'industrializzazione della val Basento su iniziativa Enrico Mattei nella strategia di una sua maggiore personale rapidità di spostamento tra i siti Eni. Dopo essere rimasta inutilizzata per molto tempo, nell'ottobre del 2007 è stato consegnato alla Regione Basilicata un progetto che prevede la costruzione di opere infrastrutturali e di potenziamento dei servizi per la realizzazione di un aeroporto civile regionale di terzo livello, per un investimento complessivo previsto di circa 8 milioni di euro. Il 22 maggio 2014 è stata affidata dal CSI (Consorzio per lo Sviluppo Industriale) di Matera, la gestione della stessa aviosuperficie alla società aerotaxi Winfly s.r.l che ha sede all'Aeroporto di Pontecagnano, nei pressi di Salerno. Il contratto di gestione, comprende il completamento dei lavori dell'aviosuperficie con allungamento a 1 600 m, impianto voli notte e avvio dell'omonima aviosuperficie, come Aeroporto di Basilicata. Il seguente 1º agosto è atterrato il primo jet privato, un Cessna Citation Mustang, proveniente da Bologna; il 14 agosto, due aerei di professionisti di Pordenone originari della Basilicata sono atterrati a Pisticci; Il 27 settembre, la Winfly S.r.l ha tenuto nell'aerostazione una conferenza stampa con i vari sindaci dell'area jonico-basentana, per esporre le caratteristiche e il potenziale dell'infrastruttura e per illustrare le linee guida del programma che dovrebbe condurre al vero impiego dell'aeroporto lucano. il 14 e 15 ottobre, l'Aeroporto di Basilicata è stato set cinematografico per alcune scene di corsa del film Italian Race diretto da Matteo Rovere. Il 15 novembre, precisamente un mese dopo questo evento, è avvenuta l'inaugurazione ufficiale della pista con voli dimostrativi (grazie all'Aero Club Bari) con aeromobili TB-9, Tecnam P2006, Piper PA28, Beechcraft King Air 250 e si è tenuta la conferenza dove è stato dichiarato l'inizio del lavoro di trasporto aereo (privato, lavoro e aeroscolastica) dell'Aeroporto di Basilicata "Enrico Mattei". Il 19 febbraio 2015 arriva da parte dell'assessore regionale (Infrastrutture e Trasporti), la notizia che la Pista Mattei è nel piano nazionale degli Aeroporti. Il 24 febbraio dalle prospettive auspicate e dei requisiti richiesti per l'aviosuperficie in questione se n'è parlato in un seminario a Marconia, alla presenza di Sindaci del circondario, Ente nazionale aviazione civile, consorzio di sviluppo industriale e assessore alle infrastrutture della regione Basilicata. Dal 9 al 12 aprile 2015, la Milano Mongolfiere, scuola riconosciuta dall'Enac, in collaborazione con Winfly, società di gestione dell'aviosuperficie "E. Mattei" di Pisticci, organizza il corso teorico per diventare pilota di drone professionista presso i locali dell'aviosuperficie. Il 24 aprile, ENAC autorizza la gestione e l'uso dell'aviosuperficie "Enrico Mattei" di Pisticci per le attività di trasporto pubblico passeggeri (TPP), scuola di volo, turismo, lavoro aereo, tipo privato, protezione civile, corpo forestale, base operazioni Hems, VDS.

## Galleria d'immagini

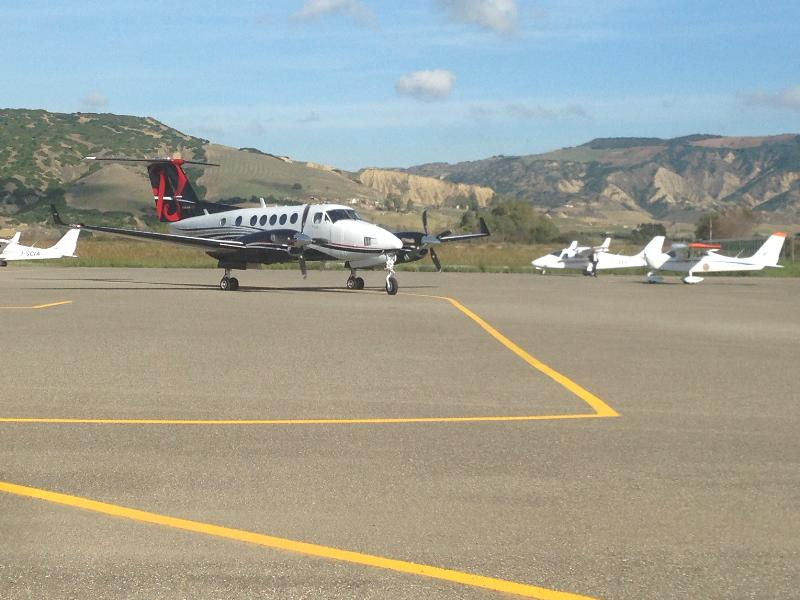
Beechcraft Super King Air
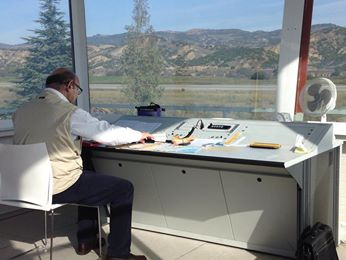
Torre di controllo
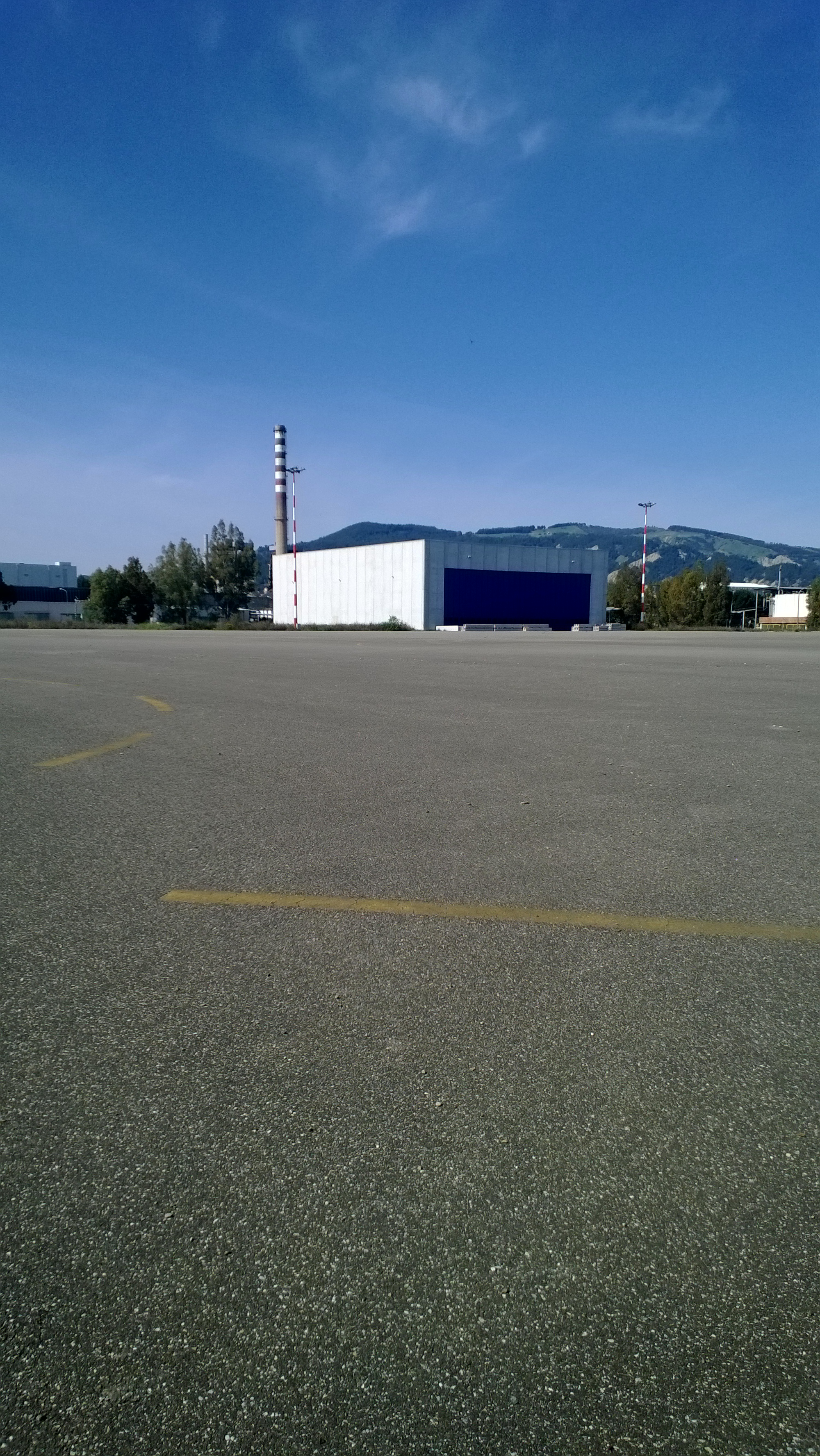
Hangar
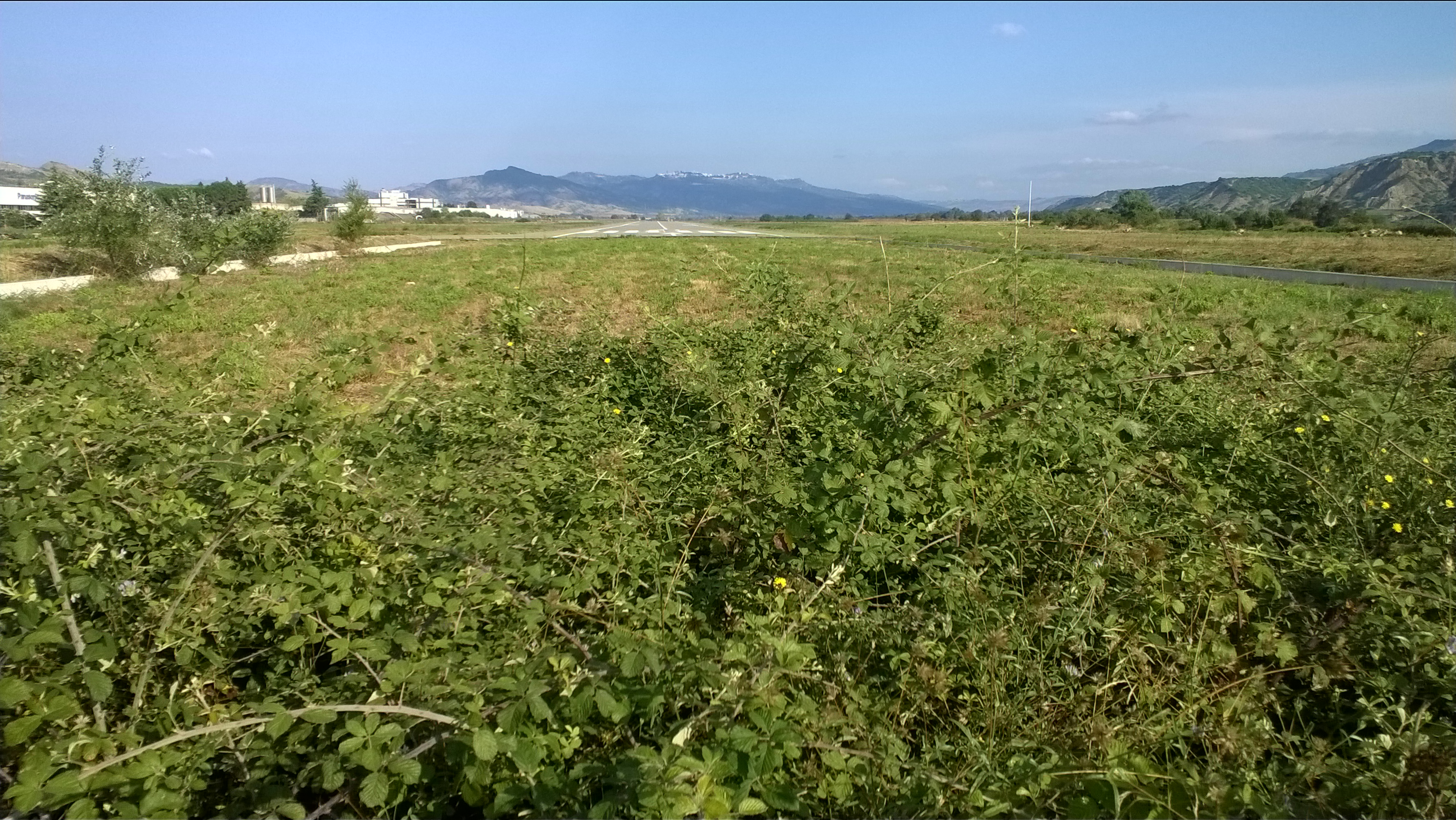
Vista posteriore della pista